# Weeping Wall
Le Weeping Wall (littéralement le « mur en pleurs ») est une formation géologique située le long de la route Going-to-the-Sun Road dans le parc national de Glacier dans l’État américain du Montana aux États-Unis. 
Le mur de roches s’étend sur 100 mètres de long pour 10 mètres de haut. Il tire son nom des eaux qui, lors de la fonte des neiges, ruissellent le long de ses parois en formant une sorte de mur d'eau.